# Torneo masculino de béisbol en los Juegos Panamericanos de 1979
El béisbol en los Juegos Panamericanos de 1979 estuvo compuesto por un único evento masculino, se disputó en Caracas, Venezuela, en este torneo Cuba llegó a 24 victorias consecutivas en la competición, además de su tercer oro en línea. Estados Unidos por primera vez no obtuvo medallas en 8 participaciones.

## Equipos participantes
- Canadá(CAN)
- Colombia(COL)
- Cuba(CUB)
- Estados Unidos(USA)
- Las Bahamas(BAH)
- México(MEX)
- Puerto Rico(PUR)
- República Dominicana(DOM)
- Venezuela(VEN)

## Resultados
Se disputó una fase única en el torneo.